# Élections législatives de 1988 dans les Hautes-Alpes
Les élections législatives françaises de 1988  se déroulent les 5 et 12 juin 1988. Dans le département des Hautes-Alpes, deux députés sont à élire dans le cadre de deux circonscriptions.

## Élus
| Circonscription | Député sortant        | Parti                 | Parti                 | Député élu ou réélu | Parti | Parti |
| --------------- | --------------------- | --------------------- | --------------------- | ------------------- | ----- | ----- |
| 1re             | Scrutin proportionnel | Scrutin proportionnel | Scrutin proportionnel | Daniel Chevallier   |       | PS    |
| 2e              | Scrutin proportionnel | Scrutin proportionnel | Scrutin proportionnel | Patrick Ollier      |       | RPR   |

## Positionnement des partis
L'UDF et le RPR se présentent unis sous l'étiquette « Union du Rassemblement et du Centre » tandis que les candidats du Parti socialiste se rangent sous la bannière de la « Majorité présidentielle pour la France unie », slogan de la campagne présidentielle de François Mitterrand.

## Résultats

### Résultats à l'échelle du département
| Parti          | Parti                               | Premier tour | Premier tour | Second tour | Second tour | Sièges |
| Parti          | Parti                               | Voix         | %            | Voix        | %           | Sièges |
| -------------- | ----------------------------------- | ------------ | ------------ | ----------- | ----------- | ------ |
|                | Union pour la démocratie française  | 13 981       | 25,76        | 17 510      | 28,46       | 0      |
|                | Rassemblement pour la République    | 11 090       | 20,43        | 14 986      | 24,36       | 1      |
|                | Union du Rassemblement et du Centre | 25 071       | 46,19        | 32 496      | 52,81       | 1      |
|                |                                     |              |              |             |             |        |
|                | Parti socialiste                    | 20 939       | 38,58        | 29 033      | 47,19       | 1      |
|                | La France unie                      | 20 939       | 38,58        | 29 033      | 47,19       | 1      |
|                |                                     |              |              |             |             |        |
|                | Parti communiste français           | 4 646        | 8,56         |             |             | 0      |
|                | Front national                      | 3 617        | 6,66         | 0           |             |        |
|                |                                     |              |              |             |             |        |
| Inscrits       | Inscrits                            | 81 773       | 100,00       | 81 752      | 100,00      | 2      |
| Abstentions    | Abstentions                         | 26 166       | 32           | 18 480      | 22,6        |        |
| Votants        | Votants                             | 55 607       | 68           | 63 272      | 77,4        |        |
| Blancs et nuls | Blancs et nuls                      | 1 334        | 2,4          | 1 743       | 2,75        |        |
| Exprimés       | Exprimés                            | 54 273       | 97,6         | 61 529      | 97,25       |        |

### Résultats par circonscription

#### Première circonscription (Gap)
| Candidat       | Candidat                        | Parti           | Premier tour | Premier tour | Second tour | Second tour |  |
| Candidat       | Candidat                        | Parti           | Voix         | %            | Voix        | %           |  |
| -------------- | ------------------------------- | --------------- | ------------ | ------------ | ----------- | ----------- |  |
|                | Pierre Bernard-Reymond sortant  | UDF (CDS) (URC) | 13 981       | 44,14        | 17 510      | 49,59       |  |
|                | Daniel Chevallier sortant réélu | PS              | 13 184       | 41,62        | 17 798      | 50,41       |  |
|                | Jean-Jacques Ferrero            | PCF             | 2 369        | 7,48         |             |             |  |
|                | Alain Marcoux                   | FN              | 2 143        | 6,77         |             |             |  |
|                |                                 |                 |              |              |             |             |  |
| Inscrits       | Inscrits                        | Inscrits        | 45 444       | 100,00       | 45 429      | 100,00      |  |
| Abstentions    | Abstentions                     | Abstentions     | 13 111       | 28,85        | 9 264       | 20,39       |  |
| Votants        | Votants                         | Votants         | 32 333       | 71,15        | 36 165      | 79,61       |  |
| Blancs et nuls | Blancs et nuls                  | Blancs et nuls  | 656          | 2,03         | 857         | 2,37        |  |
| Exprimés       | Exprimés                        | Exprimés        | 31 677       | 97,97        | 35 308      | 97,63       |  |

#### Deuxième circonscription (Briançon)
| Candidat       | Candidat                 | Parti          | Premier tour | Premier tour | Second tour | Second tour |  |
| Candidat       | Candidat                 | Parti          | Voix         | %            | Voix        | %           |  |
| -------------- | ------------------------ | -------------- | ------------ | ------------ | ----------- | ----------- |  |
|                | Patrick Ollier élu       | RPR (URC)      | 11 090       | 49,08        | 14 986      | 57,15       |  |
|                | Robert de Caumont        | PS             | 7 755        | 34,32        | 11 235      | 42,85       |  |
|                | Bernard Faure-Brac       | PCF            | 2 277        | 10,08        |             |             |  |
|                | Dominique Pracherstorfer | FN             | 1 474        | 6,52         |             |             |  |
|                |                          |                |              |              |             |             |  |
| Inscrits       | Inscrits                 | Inscrits       | 36 329       | 100,00       | 36 323      | 100,00      |  |
| Abstentions    | Abstentions              | Abstentions    | 13 055       | 35,94        | 9 216       | 25,37       |  |
| Votants        | Votants                  | Votants        | 23 274       | 64,06        | 27 107      | 74,63       |  |
| Blancs et nuls | Blancs et nuls           | Blancs et nuls | 678          | 2,91         | 886         | 3,27        |  |
| Exprimés       | Exprimés                 | Exprimés       | 22 596       | 97,09        | 26 221      | 96,73       |  |